# Episoder af Venner
Dette er en oversigt over episoderne af tv-serien Venner. Serien begyndte med The Pilot-episoden, der blev transmitteret den 22. september 1994. Serien sluttede efter 10 sæsoner og 236 episoder den 6. maj 2004. Hver episode, med undtagelse af seriens premiere-episode og finale-episode har en titel, der starter med "The One ...". Episoderne er i gennemsnit 22 minutter lange.

## Serieoversigt
| Sæson | Sæson | Afsnit | Oprindelig sendedato | Oprindelig sendedato | DVD-udgivelser    | DVD-udgivelser   | DVD-udgivelser  |
| Sæson | Sæson | Afsnit | Først sendt          | Sidst sendt          | Region 1          | Region 2         | Region 4        |
| ----- | ----- | ------ | -------------------- | -------------------- | ----------------- | ---------------- | --------------- |
|       | 1     | 24     | 22. september 1994   | 18. maj 1995         | 30. april 2002    | 29. maj 2000     | 4. oktober 2006 |
|       | 2     | 24     | 21. september 1995   | 16. maj 1996         | September 3, 2002 | 29. maj 2000     | 4. oktober 2006 |
|       | 3     | 25     | 19. september 1996   | 15. maj 1997         | 1. april 2003     | 29. maj 2000     | 4. oktober 2006 |
|       | 4     | 24     | 25. september 1997   | 7. maj 1998          | 15. juli 2003     | 29. maj 2000     | 4 oktober 2006  |
|       | 5     | 24     | 24. september 1998   | 20 maj 1999          | 4. november 2003  | 29. maj 2000     | 4. oktober 2006 |
|       | 6     | 25     | 23. september 1999   | 18. maj 2000         | 27. januar 2004   | 27. juli 2000    | 4. oktober 2006 |
|       | 7     | 24     | 5. oktober 2000      | 17. maj 2001         | 6. april 2004     | 25. oktober 2004 | 4. oktober 2006 |
|       | 8     | 24     | 27. september 2001   | 16. maj 2002         | 9. november 2004  | 25. oktober 2004 | 4. oktober 2006 |
|       | 9     | 24     | 26. september 2002   | 15. maj 2003         | 8. marts 2005     | 25. oktober 2004 | 4. oktober 2006 |
|       | 10    | 18     | 25. september 2003   | 6. maj 2004          | 15. november 2005 | 25. oktober 2004 | 4. oktober 2006 |

## Episoder

### Sæson 1
| Nr. i serie | Nr. i sæson | Titel                                                                               | Instruktør      | Forfatter                                                                                  | Oprindelig sendedato | Produktionskode |
| ----------- | ----------- | ----------------------------------------------------------------------------------- | --------------- | ------------------------------------------------------------------------------------------ | -------------------- | --------------- |
| 1           | 1           | "The One Where Monica Gets a Roommate"The Pilot "Piloten"                           | James Burrow    | David Cranne & Marta Kauffman                                                              | 22. september 1994   | 456650          |
| 2           | 2           | "The One" "Den"                                                                     | James Burrow    | David Crane & Marta Kauffman                                                               | 29. september 1994   | 456652          |
| 3           | 3           | "The One with the Thumb" "Den med tommelfingeren"                                   | James Burrows   | Jeff Astrof & Mike Sikowitz                                                                | 6. oktober 1994      | 456651          |
| 4           | 4           | "The One with George Stephanopoulos" "Den med George Stephanopoulos"                | James Burrows   | Alexa Junge                                                                                | 13. oktober 1994     | 456654          |
| 5           | 5           | "The One with the East German Laundry Detergent" "Den med det østtyske vaskepulver" | Pamela Fryman   | Jeff Greenstein & Jeff Strauss                                                             | 20. oktober 1994     | 456653          |
| 6           | 6           | "The One with the Butt" "Den med numsen"                                            | Arlene Sanford  | Adam Chase & Ira Ungerleider                                                               | 27. oktober 1994     | 004391          |
| 7           | 7           | "The One with the Blackout" "Den med med blackoutet"                                | James Burrows   | Jeff Astroff & Mike Sikowitz                                                               | 3. november 1994     | 456656          |
| 8           | 8           | "The One Where Nana Dies Twice" "Den hvor bedstemor dør to gange"                   | James Burrows   | Marta Kauffman & David Crane                                                               | 10. november 1994    | 456657          |
| 9           | 9           | "The One Where Underdog Gets Away" "Den hvor alt går galt"                          | James Burrows   | Jeff Greenstein & Jeff Strauss                                                             | 17. november 1994    | 456659          |
| 10          | 10          | "The One with the Monkey" "Den med aben"                                            | Peter Bonerz    | Adam Chase & Ira Ungerleider                                                               | 15. december 1994    | 456661          |
| 11          | 11          | "The One with Mrs. Bing" "Den med Fru Bing"                                         | James Burrows   | Alexa Junge                                                                                | 5. januar 1995       | 456660          |
| 12          | 12          | "The One with the Dozen Lasagnas" "Den med et dusin lasanger"                       | Paul Lazarus    | Jeff Astroff & Mike Sikowitz og Adam Chase & Ira Ungerleide                                | 12. januar 1995      | 456658          |
| 13          | 13          | "The One with the Boobies" "Den med brysterne"                                      | Alan Myerson    | Alexa Junge                                                                                | 19. januar 1995      | 456664          |
| 14          | 14          | "The One with the Candy Hearts" "Den med slikhjerterne"                             | James Burrows   | Bill Lawrence                                                                              | 9. februar 1995      | 456667          |
| 15          | 15          | "The One with the Stoned Guy" "Den med den stenet fyr"                              | Alan Myerson    | Jeff Greeinstein & Jeff Strauss                                                            | 16. februar 1995     | 456663          |
| 16-17       | 16-17       | "The One with Two Parts" "Den med to dele"                                          | Michael Lembeck | Marta Kauffman & David Crane                                                               | 23. februar 1995     | 456665 & 456666 |
| 18          | 18          | "The One with All the Poker" "Den med alt pokeren"                                  | James Burrows   | Jeff Astrof & Mike Sikowitz                                                                | 2. marts 1995        | 456662          |
| 19          | 19          | "The One Where the Monkey Gets Away" "Den hvor aben bliver væk"                     | Peter Bonerz    | Jeff Astrof & Mike Sikowitz                                                                | 9. marts 1995        | 456668          |
| 20          | 20          | "The One with the Evil Orthodontist" "Den med den onde specialtandlæge"             | Peter Bonerz    | Doty Abrams                                                                                | 6. april 1995        | 456669          |
| 21          | 21          | "The One with the Fake Monica" "Den med den falske Monica"                          | Gail Mancuso    | Adam Chase & Ira Ungerleider                                                               | 27. april 1995       | 456671          |
| 22          | 22          | "The One with the Ick Factor" "Den med Ick-faktoren"                                | Robby Benson    | Alexa Junge                                                                                | 4. maj 1995          | 456670          |
| 23          | 23          | "The One with the Birth" "Den med fødselen"                                         | James Burrows   | Historie af: David Crane & Marta Kauffman TV-manuskript af: Jeff Greenstein & Jeff Strauss | 11. maj 1995         | 456672          |
| 24          | 24          | "The One Where Rachel Finds Out" "Den hvor Rachel finder ud af det"                 | Kevin S. Bright | Chris Brown                                                                                | 18. maj 1995         | 456673          |

### Sæson 2
| Nr. i serie | Nr. i sæson | Titel                                                                           | Instruktør       | Forfatter                                                                    | Oprindelig sendedato | Produktionskode |
| ----------- | ----------- | ------------------------------------------------------------------------------- | ---------------- | ---------------------------------------------------------------------------- | -------------------- | --------------- |
| 25          | 1           | "The One with Ross’ New Girlfriend" "Den med Ross’ nye kæreste"                 | Michael Lembeck  | Jeff Astroff & Mike Sikowitz                                                 | 21. september 1995   | 45730           |
| 26          | 2           | "The One" "Den med brystmælken"                                                 | Michael Lembeck  | Adam Chase & Ira Ungerleider                                                 | 28. september 1995   | 457302          |
| 27          | 3           | "The One Where Heckles Dies" "Den hvor råbet dør"                               | Kevin Bright     | Michael Curtis & Gregory S. Malins                                           | 5. oktober 1995      | 457303          |
| 28          | 4           | "The One with Phoebe’s Husband" "Den med Phoebe’s mand"                         | Gail Mancuco     | Alexa Junge                                                                  | 12. oktober 1995     | 457305          |
| 29          | 5           | "The One with Five steaks and an Eggplant" "Den med fem steaks og en aubergine" | Ellen Gittelsohn | Chris Brown                                                                  | 19. oktober 1995     | 457304          |
| 30          | 6           | "The One with the Baby on the Bus" "Den med babyen på bussen"                   | Gail Mancusco    | Betsy Borns                                                                  | 2. november 1995     | 457307          |
| 31          | 7           | "The One Where Ross finds Out" "Den hvor Ross finder ud af det"                 | Peter Bonerz     | Michael Borkow                                                               | 9. november 1995     | 457309          |
| 32          | 8           | "The One with the List" "Den med listen"                                        | Mary Kay Place   | David Crane & Marta Kauffman                                                 | 16. november 1995    | 457308          |
| 33          | 9           | "The One with Phoebe’s Dad" "Den med Phoebe’s far"                              | Kevin Bright     | Jeff Astrof & Mike Sikowitz                                                  | 14. december 1995    | 457309          |
| 34          | 10          | "The One with Russ" "Den med Russ"                                              | Thomas Schlamme  | Ira Ungerleider                                                              | 4. januar 1996       | 457311          |
| 35          | 11          | "The One with the Lesbian Wedding" "Den med det lesbiske bryllup"               | Thomas Schlamme  | Dotty Abrams                                                                 | 18. januar 1996      | 457312          |
| 36-37       | 12-13       | "The One After the Superbowl" "Den efter superbowl"                             | Michael Lembeck  | Jeff Astrof & Mike Sikowitz & Michael Borkow                                 | 28. januar 1996      | 457313 & 457314 |
| 39          | 14          | "The One with the Prom Video" "Den med Prom videoen"                            | James Burrows    | Alexa Junge                                                                  | 1. februar 1996      | 457315          |
| 38          | 15          | "The One Where Ross and Rachel… You Know" "Den med Ross og Rachel… Du ved"      | Michael Lembeck  | Michael Curtis & Gregory S. Malins                                           | 8. februar 1996      | 457310          |
| 40          | 16          | "The One Where Joey Moves Out" "Den hvor Joey flytter"                          | Michael Lembeck  | Betsy Borns                                                                  | 15. februar 1996     | 457316          |
| 41          | 17          | "The One Where Eddie Moves In" "Den hvor Eddie flytter ind"                     | Michael Lembeck  | Adam Chase                                                                   | 22. februar 1996     | 457417          |
| 42          | 18          | "The One Where Dr. Ramoray Dies" "Den hvor Dr. Ramoray dør"                     | Michael Lembeck  | Historie af: Alexa Junge Tv-manuskript af: Michael Borkow                    | 21. marts 1996       | 457418          |
| 43          | 19          | "The One Where Eddie Won’t Go" "Den Den hvor Eddie ikke vil gå"                 | Michael Lembeck  | Michael Curtis & Gregory S. Malins                                           | 28. marts 1996       | 457419          |
| 44          | 20          | "The One Where Old Yeller Dies" "Den hvor Gamle Yeller dør"                     | Michael Lembeck  | Historie af: Michael Curtis & Gregory S. Malins Tv-manuskript af: Adam Chase | 4. april 1996        | 457320          |
| 45          | 21          | "The One with the Bullies" "Den med bøllerne"                                   | Michael Lembeck  | Brian Buckner & Sebastian Jones                                              | 25. april 1996       | 457321          |
| 46          | 22          | "The One with the Two Parties" "Den med de to fester"                           | Michael Lembeck  | Alexa Junge                                                                  | 2. maj 1996          | 457322          |
| 47          | 23          | "The One with the Chicken Pox" "Den med skoldkopper"                            | Michael Lembeck  | Brown Mandell                                                                | 0. maj 1996          | 457323          |
| 48          | 24          | "The One qitrh Barry and Mindy’s Wedding" "Den med Barry og Mindy’s bryllup"    | Michael Lembeck  | Historie af: Ira Ungerleider Tv-manuskript af: Brown Mandell                 | 16. maj 1996         | 457323          |

### Sæson 3
| Nr. i serie | Nr. i sæson | Titel | Instruktør      | Forfatter                                                                                              | Oprindelig sendedato | Produktionskode |
| ----------- | ----------- | --- | --------------- | --- | -------------------- | --------------- |
| 49          | 1           | "The One with Princess Leia Fantasy" "Den med prinsesse Leia-fantasien"                                        | Gail Mancuso    | Michael Curtis & Gregory S. Malins                                                                     | 19. september 1996   | 465251          |
| 50          | 2           | "The One Where No One’s Ready" "Den hvor ingen er klar"                                                        | Gail Mancuso    | Ira Ungerleider                                                                                        | 26. september 1996   | 465252          |
| 51          | 3           | "The One with the Jam" "Den med syltetøjet"                                                                    | Kevin S. Bright | Wil Calhoun                                                                                            | 3. oktober 1996      | 465253          |
| 52          | 4           | "The One with the Metaphorical Tunnel" "Den med den metaforiske tunnel"                                        | Steve Zuckerman | Alexa Junge                                                                                            | 10. oktober 1996     | 465254          |
| 53          | 5           | "The One with Frank Jr." "Den med Frank Jr."                                                                   | Steve Zuckerman | Shana Goldberg-Meehan & Scott Silveri                                                                  | 17. oktober 1996     | 465255          |
| 54          | 6           | "The One the Flashback" "Den med flashback’ene"                                                                | Peter Bonerz    | David Crane & Marta Kauffman                                                                           | 31. oktober 1996     | 465256          |
| 55          | 7           | "The One with the Race Car Bed" "Den med racerbil-sengen"                                                      | Gail Mancuso    | Seth Kurland                                                                                           | 7. november 1996     | 465257          |
| 56          | 8           | "The One with the Giant Poking Device" "Den med den store enhed"                                               | Gail Mancuso    | Adam Chase                                                                                             | 14. november 1996    | 465258          |
| 57          | 9           | "The One withe the Football" "Den med fodbolden"                                                               | Kevin S. Bright | Ira Ungerlinger                                                                                        | 21. november 1996    | 465259          |
| 58          | 10          | "The One Where Rachel Quits" "Den hvor Rachel stopper"                                                         | Terry Hughes    | Greg Malins & Michael Curtis                                                                           | 12. december 1996    | 465260          |
| 59          | 11          | "The One Where Chandler Can’t remember Which Sister" "Den hvor Chandler ikke kan huske hvilken søster, det er" | Terry Hughes    | Alexa Junge                                                                                            | 9. januar 197        | 465261          |
| 60          | 12          | "The One with All the Jealousy" "Den med jalousien"                                                            | Robby Benson    | Doty Abrams                                                                                            | 16. januar 1997      | 465262          |
| 61          | 13          | "The One Where Monica and Richard are Just Friends" "Den hvor Monica og Richard kun er venner"                 | Robby Benson    | Michael Borkow                                                                                         | 13. februar 1997     | 465263          |
| 62          | 14          | "The One with Phoebe’s Ex-Partner" "Den med Pho"                                                               | Robby Benson    | Wil Calhoun                                                                                            | 6. februar 1997      | 465266          |
| 63          | 15          | "The One Where Ross and Rachel Take a Break" "Den hvor ross og Rachel tager en pause (1)"                      | James Burrows   | Michael Borkow                                                                                         | 13. februar 1997     | 465263          |
| 64          | 16          | "The One with the Morning After" "Den med morgnen efter"                                                       | James Burrows   | David Crane & Marta Kauffman                                                                           | 20. februar 1997     | 465264          |
| 65          | 17          | "The One Without the Ski Trip" "Den uden skituren"                                                             | Sam Simon       | Shana Goldberg-Meehan & Scott Silveri                                                                  | 6. marts 1997        | 465267          |
| 66          | 18          | "The One with the Hypnosis Tape" "Den med hypnosebåndet"                                                       | Robby Benson    | Seth Kurland                                                                                           | 13. marts            | 465269          |
| 67          | 19          | "The One with the Tiny T-Shirt" "Den med den lille T-Shirt"                                                    | Terry Hughes    | Adam Chase                                                                                             | 27. marts 1997       | 465268          |
| 68          | 20          | "The One with the Dollhouse" "Den med dukkehuset"                                                              | Terry Hughes    | Wil Calhoun                                                                                            | 10. April 1997       | 465271          |
| 69          | 21          | "The One with a Chick and a Duck" "Den med en kylling og en and"                                               | Michael Lembeck | Chris Brown                                                                                            | 17. april 1997       | 465272          |
| 70          | 22          | "The One with the Screamer" "Den med skrigeren"                                                                | Peter Bonerz    | Shana Goldberg-Meehan & Scott Silveri                                                                  | 24. april 1997       | 465274          |
| 71          | 23          | "The One Ross’s Thing" "Den med Ross’ ting"                                                                    | Shelley Jensen  | Ted Cohen & Andrew Reich                                                                               | 1. maj 1997          | 465274          |
| 72          | 24          | "The One with the Ultimate Fighting Champion" "Den med den ”Ultimate Fighting Champion”"                       | Robby Benson    | Historie af: Pang-Ni Landrum & Mark J. Kunerth Tv-manuskript af: Shana Goldberg-Meehan & Scott Silveri | 8. maj 1997          | 465273          |
| 73          | 25          | "The One at the Beach" "Den på stranden"                                                                       | Pamela Fryman   | Historie af: Pang-Ni Landrum & Mark J. Kunerth Tv-manuskript af: Adam Chase                            | 15. maj 1997         | 465275          |

### Sæson 4
| Nr. i serie | Nr. i sæson | Titel                                                                             | Instruktør                            | Forfatter | Oprindelig sendedato | Produktionskode |
| ----------- | ----------- | --------------------------------------------------------------------------------- | ------------------------------------- | --- | -------------------- | --------------- |
| 74          | 1           | "The One the Jellyfish" "Den med vandmanden"                                      | Shelley Jensen                        | Wil Calhoun | 25. september 1997   | 466601          |
| 75          | 2           | "The One with the Cat" "Den med katten"                                           | Jill Condon & Amy Toomin              | Shelley Jensen                                                                                                 | 2. oktober 1997      | 266602          |
| 76          | 3           | "The One with the Cuffs" "Den med manchetterne"                                   | Peter Bonerz                          | Seth Kurland                                                                                                   | 9. oktober 1997      | 266603          |
| 77          | 4           | "The One with the Ballroom Dancing" "Den med balsalsdansen"                       | Ted Cohen & Andrew Reich              | Gail Mancuso                                                                                                   | 16. oktober 1997     | 466604          |
| 78          | 5           | "The One with Joey’s New Girlfriend" "Den med Joey’s nye kæreste"                 | Gregory S. Malins & Michael Curtis    | Gail Mancuso                                                                                                   | 30. Oktober 1997     | 466605          |
| 79          | 6           | "The One with the Dirty Girl" "Den med den beskidte pige"                         | Shana Goldberg-Meehan & Scott Silveri | Shelley Jensen                                                                                                 | 6. november 1997     | 466606          |
| 80          | 7           | "The One Where Chandler Crosses the Line" "Den hvor Chandler overskrider grænsen" | Adam Chase                            | Kevin Bright                                                                                                   | 13. november 1997    | 466607          |
| 81          | 8           | "The One with Chandler in a Box" "Den med Chandler i en boks"                     | Michael Borkow                        | Peter Bonerz                                                                                                   | 20. november 1997    | 466608          |
| 82          | 9           | "The One Where They’re Going to Party" "Den hvor de skal feste"                   | Ted Cohen & Andrew Reich              | Peter Bonerz                                                                                                   | 11. december 1997    | 466609          |
| 83          | 10          | "The One with the Girl from Poughkeepsie" "Den med pigen fra Poughkeepsie"        | Scott Silveri                         | Gary Halvorson                                                                                                 | 18. december 1997    | 466610          |
| 84          | 11          | "The One with Phoebe’s Uterus" "Den med Phoebes livmoder"                         | Seth Kurland                          | David Steinberg                                                                                                | 8. januar 1998       | 466610          |
| 85          | 12          | "The One with the Embryos" "Den med embryoner"                                    | Jil Condon & Amy Toomin               | Dana Devally Piazza                                                                                            | 15. januar 1998      | 466611          |
| 86          | 13          | "The One with Rachel’s Crush" "Den med Rachel’s Crush"                            | Shana Goldberg-Meehan                 | Dana DeVally Piazza                                                                                            | 29. januar 1998      | 466613          |
| 87          | 14          | "The One with Joey’s Dirty Day" "Den med Joey’s beskidte dag"                     | Peter Bonerz                          | Wil Calhoun | 5. februar 1998      | 466614          |
| 88          | 15          | "The One with All the Rugby" "Den alt rugby’en"                                   | James Burrows                         | Historie af: Ted Cohen & Andrew Reich Teleplay af: Wil Calhoun                                                 | 26. februar 1998     | 466617          |
| 89          | 16          | "The One with the Fake Party" "Den"                                               | Michael Lembeck                       | Historie af: Alicia sky Varinaitis Tv-manuskript af: Scott Silveri & Shana Goldberg-Meehan                     | 19. marts 1998       | 466615          |
| 90          | 17          | "The One with the Free Porn" "Den med det gratis porno"                           | Michael Lembeck                       | Historie af: Mark J. Kunerth Tv-manuskript af: Richard Goodman                                                 | 26. marts 1998       | 466616          |
| 91          | 18          | "The One with Rachel’s New Dress" "Den med Rachel’s nye kjole"                    | Gali Mancuso                          | Historie af: Andrew Reich & Ted Cohen Tv-manuskript af: Jill Condon & Amy Toomin                               | 2. april 1998        | 466620          |
| 92          | 19          | "The One with All the Haste" "Den med alt hastværket"                             | Scott Silveri & Wil Calhoun           | Kevin Bright                                                                                                   | 9. april 1998        | 466618          |
| 93          | 20          | "The One with All the Wedding Dresses" "Den med alle brudekjolerne"               | Gali Mancuso                          | Historie af: Adam Chase Tv-manuskript af: Gregory S. Malins & Michael Curtis                                   | 16. april 1998       | 466621          |
| 94          | 21          | "The One with the Invitation" "Den med invitationen"                              | Seth Kurland                          | Peter Bonerz                                                                                                   | 23. april 1998       | 466619          |
| 95          | 22          | "The One with the Worst Best Man Ever" "Den med den værste forlover nogensinde"   | Peter Bonerz                          | Historie af: Seth Kurland Gregory S. Malins & Michael Curtis                                                   | 30, april 198        | 466622          |
| 96-97       | 23-24       | "The One Ross’s Wedding" "Den med Ross’ bryllup"                                  | Kevin S. Bright                       | Historie af: Michael Borkow & Jill Condon & Amy Toomin Tv-manuskript af: Shana Goldberg-Meehan & Scott Silveri | 7. maj 1998          | 466623-466624   |

### Sæson 5
| Nr. i serie | Nr. i sæson | Titel                                                                                            | Instruktør            | Forfatter                                                     | Oprindelig sendedato | Produktionskode |
| ----------- | ----------- | ------------------------------------------------------------------------------------------------ | --------------------- | ------------------------------------------------------------- | -------------------- | --------------- |
| 98          | 1           | "The One After Ross Says Rachel" "Den efter Ross siger Rachel"                                   | Kevin S. Bright       | Seth Kurland                                                  | 24. september 1998   | 467651          |
| 99          | 2           | "The One with All the Kissing part 1" "Den med alle kyssene, del 1"                              | Gary Halvorson        | Wil Calhoun                                                   | 1. oktober 1998      | 467652          |
| 100         | 3           | "The One Hundredth The One with Triplets part 2" "Den ene hundrededel Den med trillinger, del 2" | Kevin Bright          | David Crane & Marta Kauffman                                  | 8. oktober 1998      | 467653          |
| 101         | 4           | "The One Where Phoebe Hates PBS" "Den hvor Phoebe hader PBS"                                     | Shelley Jensen        | Michael Curtis                                                | 15. oktober 1998     | 467654          |
| 102         | 5           | "The One with the Kips" "Den med klips’ene"                                                      | Dana DeValley Piazza  | Scot Silveri                                                  | 29. oktober 1998     | 467655          |
| 103         | 6           | "The One with the Yeti" "Den med yeti’en"                                                        | Gary Halvorson        | Alexa Junge                                                   | 5. november 1998     | 467656          |
|             |             | "The One" "Den hvor Ross flytter ind"                                                            | Gary Halvorson        | Gigi McCreery & Perry M. Rein                                 | 12. november 1998    | 46757           |
| 105         | 8           | "The One with All the Thanksgivings" "Den med thanksgiving"                                      | Kevin S. Bright       | Gregory S. Malins                                             | 19. november 1998    | 467658          |
| 106         | 9           | "The One with Ross’s Sandwich" "Den med Ross’ sandwich’"                                         | Gary Halvorson        | Ted Cohen & Andrew Reich                                      | 10. december 1998    | 467658          |
| 107         | 10          | "The One with the Inappropriate sister" "Den med den upassende søster"                           | Shana Goldberg-Meehan | Dana DeValley Piazza                                          | 17. december 1998    | 467661          |
| 108         | 11          | "The One with All the Resolutions" "Den med alle beslutningerne"                                 | Joe Regalbuto         | Historie af: Brian Boyle Tv-manuskript af: Suzie Villandry    | 7. januar 1999       | 467660          |
| 109         | 12          | "The One with Chandler’s Work Laugh" "Den med Chandler’s arbejdslatter"                          | Kevin Bright          | Alicia Sky varinaitis                                         | 21. januar 1999      | 467663          |
| 110         | 13          | "The One with Joey’s Bag" "Den med Joey’s røv"                                                   | Gail Mancuso          | Historie af: Michael Curtis Tv-manuskript af: Seth Kurland    | 4. februar 1999      | 467662          |
| 111         | 14          | "The One Where Everybody Finds Out" "Den hvor alle finder ud af det"                             | Michael Lembeck       | Alexa Junge                                                   | 11. februar 1999     | 467664          |
| 112         | 15          | "The One with the Girl Who Hits Joey" "Den med pigen, som slår Joey"                             | Kevin S. Bright       | Adam Chase                                                    | 18. februar 1999     | 467665          |
| 113         | 16          | "The One with the Cop" "Den med betjenten"                                                       | Andrew Tsao           | Historie af: Alicia Sky Varinaitis                            | 25. februar 1999     | 467666          |
| 114         | 17          | "The One Where Rachel Smokes" "Den hvor Rachel ryger"                                            | Todd Holland          | Michael Curtis                                                | 8. april 1999        | 467668          |
| 116         | 19          | "The One Where Ross Can’t Flirt" "Den hvor Ross ikke kan flirte"                                 | Gail Mancuso          | Doty Abrams                                                   | 22. april 1999       | 467669          |
| 117         | 20          | "The One with the Ride-Along" "Den med køreturen"                                                | Gary Halvorson        | Historie af: Shana Goldberg-Meehan & Seth Kurland             | 29. april 1999       | 467670          |
| 18          | 21          | "The One with the Ball" "Den med bolden"                                                         | Gary Halvorson        | Historie af: Scott Silveri Tv-manuskript af: Wil Calhoun      | 6. maj 1999          | 467671          |
| 119         | 22          | "The One with Joey’s Big Break" "Den med Joey’s store gennembrud"                                | Gary Halvorson        | Historie: Shana Goldberg-Meehan Tv-manuskript af: Wil Calhoun | 13. maj 1999         | 467672          |
| 120-121     | 23-24       | "The One in Vegas" "Den i Vegas"                                                                 | Kevin Bright          | Ted Cohen, Andrew Reich, Gregory S. Malins & Scott Silveri    | 20. majj 1999        | 467673 & 467674 |

### Sæson 6
| Nr. i serie | Nr. i sæson | Titel                                                                            | Instruktør                                                   | Forfatter                                                                     | Oprindelig sendedato | Produktionskode |
| ----------- | ----------- | -------------------------------------------------------------------------------- | ------------------------------------------------------------ | ----------------------------------------------------------------------------- | -------------------- | --------------- |
| 122         | 1           | "The One After Vegas" "Den efter Vegas"                                          | Kevin S. Bright                                              | Adam Chase                                                                    | 23. september 1999   | 225551          |
| 123         | 2           | "The One Where Ross Hugs Rachel" "Den hvor Ross krammer Rachel"                  | Gail Mancuso                                                 | Shana Goldberg-Meehan                                                         | 30. september 1999   | 225552          |
| 124         | 3           | "The One with Ross's denial" "Den med Ross' benægtelse"                          | Gary Halvorson                                               | Seth Kurland                                                                  | 7. oktober 1999      | 225553          |
| 125         | 4           | "The One Where Joey Loses His Insurance" "Den hvor Joey mister sin forsikring"   | Gary Halvorson                                               | Andrew Reich & Ted Cohen                                                      | 14. oktober 1999     | 2255            |
| 126         | 5           | "The One with Joey’s Porsche" "Den med Joey’s Porsche"                           | Gary Halvorson                                               | Perry M. Rein & Gigi McCreery                                                 | 21. oktober 1999     | 2255            |
| 127         | 6           | "The One on the Last Night" "Den til den sidste nat"                             | Scott Silveri                                                | David Schwimmer                                                               | 4. november 1999     | 225556          |
| 128         | 8           | "The One Where Phoebe Runs" "Den hvor Phoebe løber"                              | Gary Halvorson                                               | Sherry Bilsing & Ellen Plummer                                                | 11. November 1999    | 225557          |
| 129         | The         | "The One with Ross’s Teeth" "Den med Ross’ tænder"                               | Gary Halvorson                                               | Perry M. Rein & Gigi McCreery                                                 | 18. november 1999    | 225558          |
| 130         | 9           | "The One Where Ross Got High" "Den hvor Ross bliver høj"                         | Kevin S. Bright                                              | Gregory S. Malins                                                             | 25. november 1999    | 225559          |
| 131         | 10          | "The One with the Routine"The One with the Rockin’ New Year "Den med de"         | Kevin S. Bright                                              | Brian Boyle                                                                   | 16. december 1999    | 225561          |
| 132         | 11          | "The One with the Apothecary Table" "Den med apotekterbordet"                    | Kevin S. Bright                                              | Historie af: Zachary Rosenblatt Tv-manuskript af: Brian Boyle                 | 6. januar 2000       | 225560          |
| 133         | 12          | "The One with the Joke" "Den med vittigheden"                                    | Gary Halvorson                                               | Andrew Reich & Ted Cohen                                                      | 3. februar           | 225563          |
| 134         | 13          | "The One Rachel’s Sister" "Den med Rachel’s søster"                              | Gary Halvorson                                               | Historie af: Seth Kurland Tv-manuskript af: Sherry Bilsing & Ellen Plummer    | 3. februar 2000      | 225563          |
| 135         | 14          | "The One Where Chandler Can’t Cry" "Den med Chandler ikke kan græde"             | Kevin S. Bright                                              | Andrew Reich & Ted Cohen                                                      | 10. februar 2000     | 225564          |
| 136-137     | 15-16       | "The One That Could Have Been" "Den der kunne have været"                        | Gregory S. Malins, Adam Chase, David Crane og Marta Kauffman | Michael Lembeck                                                               | 17. februar 2000     | 225565 & 225566 |
| 138         | 17          | "The One unagi"The One with the Mix Tape "Den med det mixet bånd"                | Gary Halvorson                                               | Historie: Zachary Rosenblatt Tv-manuskript af: Adam Chase                     | 24. februar 2000     | 225568          |
| 139         | 18          | "The One Where Ross Dates a Student" "Den hvor Ross dater en student"            | Gary Halvorson                                               | Seth Kurland                                                                  | 9. marts 2000        | 225567          |
|             |             | "The One with Joey’s Fridge" "Den med Joey’s køleskab"                           | Ben Weiss                                                    | Historie af: Seth Kurland Tv-manuskript af: Gigi McCreery & Perry M. Rein     | 23. marts 2000       | 225569          |
| 141         | 20          | "The One with Mac and C.H.E.E.S.E." "Den med Mac og C.H.E.E.S.E."                | Kevin S. Bright                                              | Doty Abrams                                                                   | 13. april 2000       | 225575          |
| 142         | 21          | "The One Where Ross Meets Elizabeth’s Dad" "Den hvor Ross møder Elizabeth’s far" | Michael Lembeck                                              | Historie af: David J. Lagana Tv-manuskript af: Scott Silveri                  | 4. maj 2000          | 225570          |
| 143         | 22          | "The One Where Paul’s the Man" "Den hvor Poul er manden"                         | Gary Halvorson                                               | Historie af: Brian Caldirola Tv-manuskript af: Sherry Bilsing & Ellen Plummer | 4. Maj 2000          | 225571          |
| 144         | 23          | "The One with the Ring" "Den med ringen"                                         | Gary Halvorson                                               | Ted Cohen & Andrew Reich                                                      | 11. maj 2000         | 225572          |
| 145-146     | 24-25       | "The One with the Proposal" "Den med frieri’et"                                  | Kevin S. Bright                                              | Scott Silveri, Shana Goldberg-Meehan, Andrew Reich                            | 18. maj 2000         | 225573-225574   |

### Sæson 7
| Nr. i serie | Nr. i sæson | Titel                                                                              | Instruktør                       | Forfatter                                                                                  | Oprindelig sendedato | Produktionskode |
| ----------- | ----------- | ---------------------------------------------------------------------------------- | -------------------------------- | ------------------------------------------------------------------------------------------ | -------------------- | --------------- |
| 147         | 1           | "The One with Monica’s Thunder" "Den med Monica’s rampelys"                        | Kevin S. Bright                  | Historie af: Wil Calhoun Tv-manuskript af: David Crane & Marta Kauffman                    | 12. oktober 2000     | 226401          |
| 148         | 2           | "The One with Rachel’s Book" "Den med Rachel’s bog"                                | Michael Lembeck                  | Andrew Reich & Ted Cohen                                                                   | 12. oktober 2000     | 226402          |
| 149         | 3           | "The One with Phoebe’s Cookies" "Den med Phoebe’s småkager"                        | Gary Halvorson                   | Sherry Bilsing & Ellen Plummer                                                             | 19. oktober 2000     | 226405          |
| 150         | 4           | "The One with Rachel’s Assistant" "Den med Rache’s Assistent"                      | David Schwimmer                  | Brian Boyle                                                                                | 26. oktober 2000     | 226403          |
| 151         | 5           | "The One with the Engagement Picture" "Den med forlovelsesbilledet"                | Gary Halvorson                   | Historie: Earl Davis Tv-manuskript af: Patty Lin                                           | 2. november 2000     | 226404          |
| 152         | 6           | "The One the Nap Partners" "Den sove-vennerne"                                     | Gary Halvorson                   | Scott Silveri                                                                              | 9. november 2000     | 226406          |
| 153         | 7           | "The One with Ross’s Library Book" "Den med Ross’ biblioteksbog"                   | David Schwimmer                  | Scott Silveri                                                                              | 16. november         | 226410          |
| 154         | 8           | "The One Where Chandler Like Dogs" "Den hvor Chandler ikke kan lide hunde"         | Kevin S. Bright                  | Patty Lin                                                                                  | 23. november 2000    | 226407          |
| 155         | 9           | "The One with All the Candy" "Den med alt slikket"                                 | David Schwimmer                  | Wil Calhoun                                                                                | 7. december 2000     | 226408          |
| 156         | 10          | "The One with the Holiday Armadillo" "Den med højtids bæltedyret"                  | Gary HAlvorson                   | Shana Goldberg-Meehan                                                                      | 14. december 2001    | 226409          |
| 157         | 11          | "The One with All the Cheesecakes" "Den med al ostekagen"                          | Gary Halvorson                   | Shana Goldberg-Meehan                                                                      | 4. januar 2001       | 226412          |
| 158         | 12          | "The One Where They’re Up All Night" "Den hvor de er oppe hele natten"             | Kevin S. Bright                  | Zachary Rosenblatt                                                                         | 1. februar 2001      | 226413          |
| 159         | 13          | "The One Where Rosita Dies" "Den hvor Rosita dør"                                  | Stephen Prime                    | Historie af: Ellen Plummer & Sherry Bilsing Tv-manuskript: Brian Buckner & Sebastian Jones | 1. februar 2001      | 226415          |
| 160         | 14          | "The One Where They All Turn Thirty" "Den hvor de alle runder tredive"             | Ben Weiss                        | Historie: Vanessa McCarthy Tv-manuskript af: Ellen Plummer & Sherry Bilsing                | 8. februar 2001      | 226411          |
| 161         | 15          | "The One with Joey’s New Brain" "Den med Joey’s nye hjerne"                        | Kevin S. Bright                  | Historie: Sherry Bilsing & Ellen Plummer Tv-manuskript: Andrew Reich & Ted Cohen           | 15. februar 2001     | 226416          |
| 162         | 16          | "The One with the Truth About London" "Den med sandheden om London"                | David Schwimmer                  | Historie af: Biran Buckner & Sebastian Jones Tv-manuskript af: Zachary Rosenblatt          | 22. februar 2001     | 226417          |
| 163         | 17          | "The One" "Den"                                                                    | Kevin S. Bright                  | Historie af: Brian Buckner & Sebastian Jones Tv-manuskript af:                             | 15. marts 2001       | 226414          |
| 164         | 18          | "The One with Joey’s Award" "Den med Joey’s Award"                                 | Gary Halvorson                   | Historie af: Sherry Bilsing & Ellen Plummer Tv-manuskript af: Brian Boyle                  | 29. marts 2001       | 226418          |
| 165         | 19          | "The One with Ross and Monica’s Cousin" "Den med Ross og Monica’s kusine"          | Gary Halvorson                   | Andrew Reich & Ted Cohen                                                                   | 19. april 2001       | 226421          |
| 166         | 20          | "The One with Rachel’s Big Kiss" "Den med Rachel’s store kys"                      | Gary Halvorson                   | Scott Silveri & Shana Goldberg-Meehan                                                      | 26. april 2001       | 226419          |
| 167         | 21          | "The One with the Vows" "Den med løfterne"                                         | Doty Abrams                      | Gary Halvotdon                                                                             | 3. maj 2001          | 226424          |
| 168         | 22          | "The One with Chandler’s Dad" "Den med Chandlers far"                              | Kevin S. Bright & Gary Halvorson | Historie af: Gregory S. Malins Tv-manuskript af: Brian Buckner & Sebastian Jones           | 10. maj              | 226420          |
| 169-170     | 23-24       | "The One with Monica and Chandler’s Wedding" "Den med Monica og Chandlers bryllup" | Kevin S. Bright                  | Gregory S. Malins & Marta Kauffman & David Crane                                           | 17. maj 2001         | 226422 & 226423 |

### Sæson 8
| Nr. i serie | Nr. i sæson | Titel                                                                                     | Instruktør      | Forfatter                                                                        | Oprindelig sendedato | Produktionskode |
| ----------- | ----------- | ----------------------------------------------------------------------------------------- | --------------- | -------------------------------------------------------------------------------- | -------------------- | --------------- |
| 171         | 1           | "The One After I Do" "Den efter vielsen"                                                  | Kevin S. Bright | David Crane & Marta Kauffman                                                     | 27. september 2001   | 227401          |
| 172         | 2           | "The One with the Red Sweater" "Den med den røde trøje"                                   | David Schwimmer | Dana Klein Borkow                                                                | 4. oktober 2001      | 227402          |
| 173         | 3           | "The One where Rachel Tells…" "Den hvor Rachel fortæller…"                                | Sheldon Epps    | Sherry Bilsing & Ellen Plummer                                                   | 11. oktober 2001     | 227403          |
| 174         | 4           | "The One with the Video Tape" "Den med videobåndet"                                       | Gary Halvorson  | Brian Buckner & Sebastian Jones                                                  | 25. oktober 2001     | 227406          |
| 175         | 5           | "The One with Rachel’s Date" "Den med Rachel’s date"                                      | Gary Halvorson  | Brian Buckner & Sebastian Jones                                                  | 25. oktober 2001     | 227404          |
| 177         | 7           | "The One with the Stain" "Den med pletten"                                                | Kevin S. Bright | R. Lee Fleming Jr.                                                               | 8. november 2001     | 227407          |
| 178         | 8           | "The One with the Stripper" "Den med stripperen"                                          | David Schwimmer | Andrew Reich & Ted Cohen                                                         | 15. November 2001    | 227408          |
| 179         | 9           | "The One with the Rumor" "Den med rygtet"                                                 | Gary Halvorson  | Shana Goldberg-Meehan                                                            | 22. november 2001    | 227410          |
| 180         | 10          | "The One with Monica’s boots" "Den med Monica’s støblrt"                                  | Kevin S. Bright | Historie af: Robert Carlock Tv-manuskript af: Brian Buckner & Sebastian Jones    | 6. december 2001     | 227409          |
| 181         | 11          | "The One Ross’s Step Forward" "Den med Ross’ skridt fremad"                               | Gary Halvorson  | Robert Carlock                                                                   | 13. december 2001    | 227411          |
| 182         | 12          | "The One Where Joey Dates Rachel" "Den hvor Joey dater Rachel"                            | David Schwimmer | Sherry Bilsing-Grahem                                                            | 10. januar 2002      | 227412          |
| 183         | 13          | "The One Where Chandler Takes a Bath" "Den hvor Chandler tager et bad"                    | Ben Weiss       | Vanessa McCarthy                                                                 | 17. januar           | 227413          |
| 184         | 14          | "The One with the Secret Closet" "Den med det hemmelige skab"                             | Kevin S. Bright | Brian Buckner & Sebastian Jones                                                  | 31. januar 2002      | 227414          |
| 185         | 15          | "The One with the Birthing Video" "Den med fødselsvideoen"                                | Kevin S. Bright | Dana Klein Borkow                                                                | 7. februar 2002      | 227415          |
| 186         | 16          | "The One Where Joey Tells Rachel" "Den hvor Joey snakker med Rachel"                      | Ben Weiss       | Andrew Reich & Ted Cohen                                                         | 7. marts 2002        | 227416          |
| 187         | 17          | "The One with the Tea Leaves" "Den med tebladene"                                         | Gary Halvorson  | Historie af: R. Lee Fleming Jr. Tv-manuskript af: Steven Rosenhaus               | 7. marts 2002        | 227417          |
| 188         | 18          | "The One in Massapequea The One with the Zesty"The One with the Zesty Guy "Den med Zesty" | Gary Halvorson  | Historie af: Peter Tibbals Tv-manuskript af: Mark Kunerth                        | 28. marts 2002       | 227418          |
| 189         | 19          | "The One with Joey’s Interviiew" "Den med Joey’s interview"                               | Gary Halvorson  | Doty Abrams                                                                      | 4. april 2002        | 227424          |
| 190         | 20          | "The One with the Baby Shower" "Den med baby showeren"                                    | Kevin S. Bright | Sherry Bilsing Grahem & Ellen Plummer                                            | 25. april 2002       | 227421          |
| 191         | 21          | "The One with the Cooking Class" "Den med madlavningsklassen"                             | Gary Halvorson  | Historie af: Dana Klein Borkow Tv-manuskript af: Brian Buckner & Sebastian Jones | 2. maj 2002          | 227419          |
| 192         | 22          | "The One Where Rachel is Late" "Den hvor Rachel er sent på den"                           | Gary Halvorson  | Shana Goldberg-Meehan                                                            | 9. maj 2002          | 227420          |
| 193-194     | 23-24       | "The One Where Rachel Has a Baby" "Den hvor Rachel får en baby"                           | Kevin S. Bright | Scott Silveri & Marta Kauffman & David Crane                                     | 16. maj 2002         | 227422 & 227423 |

### Sæson 9
| Nr. i serie | Nr. i sæson | Titel                                                                                 | Instruktør         | Forfatter                                                                                            | Oprindelig sendedato | Produktionskode |
| ----------- | ----------- | ------------------------------------------------------------------------------------- | ------------------ | --- | -------------------- | --------------- |
| 195         | 1           | "The One Where No One Proposes" "Den hvor ingen frier"                                | Kevin S. Bright    | Sherry Bilsing-Graham & Ellen Plummer                                                                | 26. september 2002   | 175251          |
| 196         | 2           | "The One Where Emma Cries" "Den hvor Emma græder"                                     | Sheldon Epps       | Dana Klein Borkow                                                                                    | 3. oktober 2002      | 175252          |
| 197         | 3           | "The One with the Pediatrician" "Den med børnelægen"                                  | Roger Chrisitansen | Brian Buckner & Sebastian Jones                                                                      | 10. oktober 2002     | 175254          |
| 198         | 4           | "The One with the Sharks" "Den med hajerne"                                           | Ben Weiss          | Andrew Reiich & Ted Cohen                                                                            | 17. oktober 2002     | 175253          |
| 199         | 5           | "The One with Phoebe’s Birthday Dinner" "Den med Phoebe’s fødselsdagsmiddag"          | David Schwimmer    | Scott Silveri                                                                                        | 31. oktober 2002     | 175255          |
| 200         | 6           | "The One with the Male Nanny" "Den med den mandlige barnepige"                        | Kevin S. Bright    | David Crane & Marta Kauffman                                                                         | 7. november 2002     | 175256          |
|             |             | "The One with Ross’s Inappropriate Song" "Den med Ross’ upassende sang"               | Gary Halvorson     | Robert Carlock                                                                                       | 14. november 2002    | 175257          |
|             |             | "The One with Rachel’s Other Sister" "Den med Rachels anden søster"                   | Kevin S. Bright    | Shana Goldberg-Meehan                                                                                | 21. november 2002    | 1752            |
| 203         | 9           | "The One with Rachel’s Phone Number" "Den med Rachel’s telefonnummer"                 | Ben Weiss          | Mark Kunerth                                                                                         | 5. december 2002     | 175259          |
| 204         | 10          | "The One with Christmas in Tulsa" "Den med jul i Tulsa"                               | Kevin S. Bright    | Doty Abrams                                                                                          | 12. december 2002    | 175260          |
| 205         | 11          | "The One Where Rachel Goes Back to Work" "Den hvor Rachel vender tilbage til arbejde" | Gary Halvorson     | Historie af: Judd Rubin Tv-manuskript af: & Peter Tibbals                                            | 9. januar 2003       | 175261          |
| 206         | 12          | "The One with Phoebe’s Rats" "Den med Phoebes rotter"                                 | Ben Weiss          | Historie af: Dana Klein Borkow Tv-manuskript af: Brian Buckner & Sebastian Jones                     | 16. januar 2003      | 1752            |
| 207         | 13          | "The One Where Monica Sings" "Den hvor Monica synger"                                 | Gary Halvorson     | Historie af: Sherry Bilsing-Graham & Ellen Plummer Tv-manuskript af: Steven Rosenahus                | 30. januar 2003      | 175263          |
| 208         | 14          | "The One withh the Blind Dates" "Den med blind datesende"                             | Gary Halvorson     | Sherry Bilsing-Graham Ellen Plummer                                                                  | 6. februar 2003      | 175265          |
| 209         | 15          | "The One with the Mugging" "Den med overfaldet"                                       | Gary Halvorson     | Peter Tibbals                                                                                        | 13. februar 2003     | 175266          |
| 210         | 16          | "The One with the Boob Job" "Den med brystjobbet"                                     | Gary Halvorson     | Mark Kunerth                                                                                         | 20. februar 2003     | 175266          |
| 211         | 17          | "The One with the Memorial Service" "Den med mindeservicen"                           | Gary Halvorson     | Historie af: Robert Carlock Tv-manuskript af: Brian Buckner & Sebastian Jones                        | 13. marts 2003       | 1752            |
| 212         | 18          | "The One with the Lottery" "Den med lotteriet"                                        | Terry Hughes       | Historie af: Brian Buckner & Sebastian Jones Tv-manuskript af: Sherry Bilsing-Graham & Ellen Plummer | 3. april 2003        | 175268          |
| 213         | 19          | "The One with Rachel’s Dream" "Den med Rachel’s drøm"                                 | Terry Hughes       | Historie af: Dana Klein Borkow Tv-manuskript af: Mark Kunerth                                        | 17. april 2003       | 175269          |
| 214         | 20          | "The One with the Soap Opera Party" "Den med sæbeoperafesten"                         | Sheldon Epps       | Historie af: Shana Goldberg-Meehan Tv-manuskript af: Andrew Reich & Ted Cohen                        | 24. april 2003       | 175270          |
| 215         | 21          | "The One with the Fertility Test" "Den med fertilitetstesten"                         | Gary Halvorson     | Historie af: Scott Silveri Tv-manuskript af: Robert Carlock                                          | 1. maj 2003          | 175271          |
| 216         | 22          | "The One with the Donor" "Den med donoren"                                            | Ben Weiss          | Andrew Reich & Ted Cohen                                                                             | 8. maj 2003          | 175272          |
| 217-218     | 23-24       | "The One in Barbados" "Den på Barbados"                                               | Kevin S. Bright    | Shana Goldberg-Meehan & Scott Silveri & Marta Kauffman & David Crane                                 | 15. maj 2003         | 175273& 175274  |

### Sæson 10
| Nr. i serie | Nr. i sæson | Titel                                                                          | Instruktør         | Forfatter                                                                | Oprindelig sendedato | Produktionskode |
| ----------- | ----------- | ------------------------------------------------------------------------------ | ------------------ | ------------------------------------------------------------------------ | -------------------- | --------------- |
| 219         | 1           | "The One After Joey and Rachel Kiss" "Den efter Joey og Rachel kyssede"        | Kevin S. Bright    | Andrew Reich & Ted Cohen                                                 | 25. september 2003   | 176251          |
| 220         | 2           | "The One Where Ross is Fine" "Den hvor Ross er okay"                           | Ben Weiss          | Sherry Bilsing-Graham & Ellen Plummer                                    | 2. oktober 2003      | 176252          |
| 221         | 3           | "The One with Ross’s Tan" "Den med Ross’s kulør"                               | Gary Halvorson     | Brian Buckner                                                            | 9. oktober 2003      | 176253          |
| 222         | 4           | "The One with the Cake" "Den med kagen"                                        | Gary Halvorson     | Robert Carlock                                                           | 23. oktober 2003     | 176254          |
| 223         | 5           | "The One Where Rachel’s Sister Babysits" "Den hvor Rachel’s søster babysitter" | Roger Christiansen | Dana Klein Borkow                                                        | 30. oktober 2003     | 176255          |
| 224         | 6           | "The One with Ross’s Grant" "Den med Ross’ legat"                              | Ben Weiss          | Sebastian Jones                                                          | 6. november 2003     | 176256          |
| 225         | 7           | "The One with the Home Study" "Den med hjemmestudiet"                          | Kevin S. Bright    | Mark Kunerth                                                             | 13. november 2003    | 176257          |
| 226         | 8           | "The One with the Late Thanksgiving" "Den med den sene Thanksgiving"           | Gary Halvorson     | Shana Goldberg-Meehan                                                    | 20. november         | 1762            |
| 227         | 9           | "The One with the Birth Mother" "Den med den biologiske mor"                   | Gary Halvorson     | Doty Abrams                                                              | 8. januar 2004       | 176258          |
| 228         | 10          | "The One Whee Chandler Gets Caught" "Den hvor Chandler bliver fanget"          | Gary Halvorson     | Doty Abrams                                                              | 15. januar 2004      | 176268          |
| 229         | 11          | "The One Where the Stripper Cries" "Den hvor stripperen græder"                | Kevin S. Bright    | Davod Crane & Marta Kauffman                                             | 5. februar 2004      | 176260          |
| 230         | 12          | "The One with Phoebe’s Wedding" "Den med Phoebes bryllup"                      | Kevin S. Bright    | Robert Carlock & Dana Klein Borkow                                       | 12. februar 2004     | 176262          |
| 231         | 13          | "The One Where Joey Speaks French" "Den hvor Joey taler fransk"                | Gary Halvorson     | Sherry Bilsing-Graham & Ellen Plummer                                    | 19. februar 2004     | 176261          |
| 232         | 14          | "The One with Princesss Consuela" "Den med prinsesse Consuela"                 | Gary Halvorson     | Historie af: Robert Carlock Tv-manuskript af: Tracy Reilly               | 26. februar 2004     | 176263          |
| 233         | 15          | "The One Where Estelle Dies" "Den hvor Estelle dør"                            | Gary Halvorson     | Historie af: Mark Kunerth Tv-manuskript af: David Crane & Marta Kauffman | 22. april 2004       | 176264          |
| 234         | 16          | "The One with Rachel’s Going Away Party" "Den med Rachels farvelfest"          | Gary Halvorson     | Andrew Reich & Ted Cohen                                                 | 29. april 2004       | 176265          |
| 235-236     | 17-18       | "The Last One" "Den sidste"                                                    | Kevin S. Bright    | Marta Kauffman & David Crane                                             | 6. maj 2004          | 176266-17267    |